# مفوضية المجتمع المدني
مفوضية المجتمع المدني هي سلطة حكومية ليبية تشرف على تنظيم المجتمع المدني في ليبيا. حيث أصدرت الحكومة الليبية الانتقالية في مطلع سنة 2012 القرار رقم (12) لسنة 2012 بشأن إنشاء مركز دعم منظمات المجتمع المدني، وما لبث أن عدل مجلس الوزراء التسمية إلى «مفوضية المجتمع المدني» في عام 2013. 

## المهام
- إشهار منظمات المجتمع المدني الليبية واعتماد نظمها الأساسية ومتابعتها في أداء مهامها
- دعم مؤسسات المجتمع المدني ( فنياً – تقنياً – لوجستياً ) وتقديم المشورة متى طلب ذلك.
- تنظيم عمل منظمات المجتمع المدني الدولية التي ترغب بالعمل بليبيا بالتنسيق مع الجهات المختصة.
- إعداد الخطط والبرامج لتطوير عمل المفوضية والعاملين بها، وتنظيم ورعاية ورش العمل وبرامج التدريب.